# باول جاكوبس (موسيقي)
باول جاكوبس (بالإنجليزية: Paul Jacobs)‏ هو موسيقي وملحن وكاتب أغاني أمريكي، ولد في 1950 في نيويورك في الولايات المتحدة.

## وصلات خارجية
- بول جاكوبس على موقع IMDb (الإنجليزية)
- بول جاكوبس على موقع ميوزك برينز (الإنجليزية)
- بول جاكوبس على موقع أول ميوزيك (الإنجليزية)
- بول جاكوبس على موقع ديسكوغز (الإنجليزية)
- بول جاكوبس على موقع قاعدة بيانات الفيلم (الإنجليزية)